# Lista premiilor și nominalizărilor primite de Kylie Minogue
Aceasta este lista premiilor și nominalizărilor primite de cântăreața australiană Kylie Minogue.

## Film și televiziune (actorie)

### Premiile Logie
Premiile Logie (Logie Awards) sunt distincții le industriei australiene de televiziune, care sunt oferite de TV Week anual, începând cu anul 1959. Minogue a câștigat șase premii din nouă nominalizări.
| An   | Beneficiar           | Premiu                                            | Rezultat     |
| ---- | -------------------- | ------------------------------------------------- | ------------ |
| 1990 | "Never Too Late"     | Most Popular Video                                | Câștigat     |
| 1989 | Neighbours           | Most Popular Personality on Australian Television | Nominalizare |
| 1989 | "Especially for You" | Most Popular Video in Australia                   | Nominalizare |
| 1988 | Neighbours           | Most Popular Actress in Australia                 | Câștigat     |
| 1988 | Neighbours           | Most Popular Personality on Australian Television | Câștigat     |
| 1988 | Neighbours           | Most Popular Personality on Victorian Television  | Câștigat     |
| 1988 | "The Loco-Motion"    | Most Popular Music Video                          | Câștigat     |
| 1987 | Neighbours           | Most Popular Actress in Australia                 | Câștigat     |
| 1987 | Neighbours           | Most Popular New Talent                           | Nominalizare |

### MTV Movie Awards
Premiile MTV Movie Awards sunt ceremonii anuale de premii, care au fost fondate în 1992 de MTV, pentru a celebra tot ce e mai bun în filme, după cum a fost votat de publicul general. Minogue a fost nominalizată o dată la Best Cameo pentru apariția din Moulin Rouge! (2001) în rolul lui Green Fairy.
| An   | Beneficiar                  | Premiu     | Rezultat     |
| ---- | --------------------------- | ---------- | ------------ |
| 2002 | Green Fairy (Moulin Rouge!) | Best Cameo | Nominalizare |

## Muzică

### ARIA Music Awards
Premiile ARIA Music Awards sunt oferite de Australian Recording Industry Association (ARIA) începând cu anul 1987. Prin aceste premii sunt recuscute meritele din muzica australiană, din diferite genuri. Minogue a primit 16 premii din 39 de nominalizări.[note 1] În plus, în anul 2011 ea a fost introdusă în ARIA Hall of Fame, pentru performanțele sale în industria muzicală.
| An   | Recipient                                                      | Premiu                        | Rezultat     |
| ---- | -------------------------------------------------------------- | ----------------------------- | ------------ |
| 1988 | "Locomotion"                                                   | Highest Selling Single        | Câștigat     |
| 1989 | "I Should Be So Lucky"                                         | Highest Selling Single        | Câștigat     |
| 1989 | Ea însăși                                                      | Special Achievement Award     | Câștigat     |
| 1989 | Kylie                                                          | Best Female Artist            | Nominalizare |
| 1989 | Kylie                                                          | Highest Selling Album         | Nominalizare |
| 1989 | Kylie                                                          | Breakthrough Artist - Album   | Nominalizare |
| 1990 | Ea însăși                                                      | Outstanding Achievement Award | Câștigat     |
| 1990 | Enjoy Yourself                                                 | Best Female Artist            | Nominalizare |
| 1992 | Let's Get to It                                                | Best Female Artist            | Nominalizare |
| 1995 | Kylie Minogue                                                  | Best Female Artist            | Nominalizare |
| 1995 | "Put Yourself In My Place"                                     | Best Video                    | Câștigat     |
| 1996 | "Where the Wild Roses Grow" (with Nick Cave and the Bad Seeds) | Best Pop Release              | Câștigat     |
| 1996 | "Where the Wild Roses Grow" (with Nick Cave and the Bad Seeds) | Single of the Year            | Câștigat     |
| 1996 | "Where the Wild Roses Grow" (with Nick Cave and the Bad Seeds) | Song of the Year              | Câștigat     |
| 1998 | Impossible Princess                                            | Album of the Year             | Nominalizare |
| 1998 | Impossible Princess                                            | Best Female Artist            | Nominalizare |
| 1998 | Impossible Princess                                            | Best Pop Release              | Nominalizare |
| 1998 | "Did It Again"                                                 | Single of the Year            | Nominalizare |
| 1999 | "Cowboy Style"                                                 | Best Female Artist            | Nominalizare |
| 2000 | "Spinning Around"                                              | Best Female Artist            | Nominalizare |
| 2000 | "Spinning Around"                                              | Best Pop Release              | Câștigat     |
| 2001 | Light Years                                                    | Album of the Year             | Nominalizare |
| 2001 | Light Years                                                    | Best Female Artist            | Câștigat     |
| 2001 | Light Years                                                    | Best Pop Release              | Câștigat     |
| 2001 | Light Years                                                    | Highest Selling Album         | Nominalizare |
| 2001 | "On a Night Like This"                                         | Single of the Year            | Nominalizare |
| 2002 | Fever                                                          | Album Of The Year             | Nominalizare |
| 2002 | Fever                                                          | Best Female Artist            | Nominalizare |
| 2002 | Fever                                                          | Best Pop Release              | Câștigat     |
| 2002 | Fever                                                          | Highest Selling Album         | Câștigat     |
| 2002 | "Can't Get You Out of My Head"                                 | Highest Selling Single        | Câștigat     |
| 2002 | "Can't Get You Out of My Head"                                 | Single Of The Year            | Câștigat     |
| 2002 | Ea însăși                                                      | Outstanding Achievement Award | Câștigat     |
| 2003 | "Come into My World"                                           | Best Female Artist            | Nominalizare |
| 2003 | "Come into My World"                                           | Best Pop Release              | Nominalizare |
| 2004 | Body Language                                                  | Best Female Artist            | Nominalizare |
| 2005 | "I Believe in You"                                             | Best Female Artist            | Nominalizare |
| 2005 | "I Believe in You"                                             | Best Pop Release              | Nominalizare |
| 2006 | Kylie: Showgirl                                                | Best Music DVD                | Nominalizare |
| 2008 | X                                                              | Best Female Artist            | Nominalizare |
| 2008 | X                                                              | Best Pop Release              | Nominalizare |
| 2010 | Aphrodite                                                      | Best Female Artist            | Nominalizare |
| 2010 | Aphrodite                                                      | Best Pop Release              | Nominalizare |
| 2011 | Ea însăși                                                      | ARIA Hall of Fame             | Introdusă    |

### Australian Commercial Radio Awards
Premiile Australian Commercial Radio Awards (ACRA) sunt oferite anual de Commercial Radio Australia, începând cu anul 1989. Prin acestea este recompensată „excelența în toate domeniile difuzării radio, inclusiv știri, interviuri, sport, muzică și divertisment”. Minogue has won one award for Most Played Australian Artist in 2003.
| An   | Beneficiar | Premiu                        | Rezultat |
| ---- | ---------- | ----------------------------- | -------- |
| 2003 | N/A        | Most Played Australian Artist | Câștigat |

### Australian DVD Awards
Premiile Australian DVD Awards au fost fondate în anul 2002 de revista Region 4 Magazine și sunt stabilite în baza voturilor publicului și a profesionoștilor din industrie. Kylie Minogue a primit două premii din trei nominalizări.
| An   | Beneficiar     | Premiu                             | Rezultat     |
| ---- | -------------- | ---------------------------------- | ------------ |
| 2006 | Best Music DVD | Kylie Showgirl                     | Nominalizare |
| 2003 | Best Music DVD | KylieFever 2002 Live in Manchester | Câștigat     |
| 2002 | Best Music DVD | Live in Sydney                     | Câștigat     |

### Australian Entertainment Mo Awards
Premiile Australian Entertainment „Mo Awards” recunosc excelența în divertismentul live din Australia. Lansate în 1975 ca „New South Wales Star Awards”, acestea au fost ulterior redenumite în „Mo Awards” în onoarea lui entertainer-ului australian Roy „Mo McCackie” Rene. Kylie a primit șase premii, inclusiv trei în categoria „Australian Performer of the Year” și două în categoria „Australian Showbusiness Ambassador of the Year”.
| An   | Beneficiar | Premiu                                         | Rezultat |
| ---- | ---------- | ---------------------------------------------- | -------- |
| 1990 | Ea însăși  | International Showbusiness Ambassador          | Câștigat |
| 2001 | Ea însăși  | Australian Performer of the Year               | Câștigat |
| 2002 | Ea însăși  | Australian Performer of the Year               | Câștigat |
| 2002 | Ea însăși  | Australian Showbusiness Ambassador of the Year | Câștigat |
| 2003 | Ea însăși  | Australian Performer of the Year               | Câștigat |
| 2003 | Ea însăși  | Australian Showbusiness Ambassador of the Year | Câștigat |

### Australian Video Music Awards
| An   | Beneficiar       | Premiu                                       | Rezultat |
| ---- | ---------------- | -------------------------------------------- | -------- |
| 2003 | Kylie Fever 2002 | Retailer’s Choice of Music Title of the Year | Câștigat |

### Premiile Bravo Otto
Premiile Bravo Otto sunt oferite de revista germană Bravo. Prima prezentare a avut loc în 1957. Prin aceste premii se menționează cei mai buni performeri din film, televiziune și muzică, cu un premiu de aur, argint sau bronz. Minogue a primit două premii de bronz și unul de aur, în plus a primit și un Premiu de Onoare în 2003 pentru întreaga sa activitate din muzică.
| An   | Beneficiar | Premiu        | Rezultat |
| ---- | ---------- | ------------- | -------- |
| 1988 | Ea însăși  | Female Singer | Bronze   |
| 1989 | Ea însăși  | Female Singer | Bronze   |
| 2001 | Ea însăși  | Female Singer | Gold     |
| 2003 | Ea însăși  | Honorary Otto | Câștigat |

### American Choreography Awards
Premiile American Choreography Awards sunt conferite pentru cei mai buni coregrafii din film, televiziune, videoclipuri și reclame video. Acestea au fost decernate între anii 1994-2004. Videoclipul lui Minogue pentru piesa "Chocolate", după o coregrafie de Michael Rooney, a fost nominalizat în 2004.
| An   | Beneficiar                                 | Premiu                                                | Rezultat     |
| ---- | ------------------------------------------ | ----------------------------------------------------- | ------------ |
| 2004 | "Chocolate" (coregrafie de Michael Rooney) | Outstanding Achievement in Choreography – Music Video | Nominalizare |

### BRIT Awards
Premiile BRIT Awards sunt decernate anual de British Phonographic Industry. Minogue a primit 3 premii din 13 nominalizări.
| An   | Recipient                      | Premiu                           | Rezultat     |
| ---- | ------------------------------ | -------------------------------- | ------------ |
| 1989 | Ea însăși                      | Best International Female        | Nominalizare |
| 1995 | Ea însăși                      | Best International Female        | Nominalizare |
| 2001 | Ea însăși                      | Best International Female        | Nominalizare |
| 2002 | "Kids" (with Robbie Williams)  | Best British Video               | Nominalizare |
| 2002 | Fever                          | Best International Album         | Câștigat     |
| 2002 | Ea însăși                      | Best International Female        | Câștigat     |
| 2002 | Ea însăși                      | Best Pop Act                     | Nominalizare |
| 2004 | Ea însăși                      | Best International Female        | Nominalizare |
| 2005 | Ea însăși                      | International Female Solo Artist | Nominalizare |
| 2008 | X                              | International Album              | Nominalizare |
| 2008 | Ea însăși                      | International Female Solo Artist | Câștigat     |
| 2010 | "Can't Get You Out of My Head" | The BRIT's Hits 30               | Nominalizare |
| 2011 | Ea însăși                      | International Female Solo Artist | Nominalizare |

### BT Digital Music Awards
Premiile BT Digital Music Awards sunt oferite anual în Regatul Unit, începând cu anul 2001. Minogue a primit două premii din patru nominalizări.
| An   | Beneficiar                                                   | Premiu                    | Rezultat     |
| ---- | ------------------------------------------------------------ | ------------------------- | ------------ |
| 2008 | Ea însăși                                                    | Artist of the Year        | Nominalizare |
| 2008 | Ea însăși                                                    | Best Pop Artist           | Câștigat     |
| 2008 | Kylie Konnect Arhivat în 30 august 2009, la Wayback Machine. | Best Innovation or Gadget | Câștigat     |
| 2010 | Kylie.com                                                    | Best Official Web Site    | Nominalizare |

### British TV Awards
| An   | Beneficiar        | Premiu                 | Rezultat |
| ---- | ----------------- | ---------------------- | -------- |
| 2002 | Agent Provocateur | Best Cinema Commercial | Câștigat |

### British LGBT Awards
| An   | Beneficiar | Premiu      | Rezultat |
| ---- | ---------- | ----------- | -------- |
| 2015 | Ea însăși  | Global Icon | Câștigat |

### Capital FM Radio Music Awards
| An   | Beneficiar                     | Premiu                    | Rezultat |
| ---- | ------------------------------ | ------------------------- | -------- |
| 2002 | Ea însăși                      | Best International Female | Câștigat |
| 2002 | "Can't Get You out of My Head" | Best International Single | Câștigat |

### Cyprus Music Awards
| An   | Beneficiar | Premiu                      | Rezultat |
| ---- | ---------- | --------------------------- | -------- |
| 2012 | Ea însăși  | Best Comeback               | Câștigat |
| 2012 | Ea însăși  | Best Artist from the Oldies | Câștigat |

### Premiul Edison
| An   | Beneficiar                     | Premiu             | Rezultat |
| ---- | ------------------------------ | ------------------ | -------- |
| 2002 | "Can't Get You out of My Head" | Single of the Year | Câștigat |

### ECHO Arena
ECHO Arena situat în Arena and Convention Centre din Liverpool, Regatul Unit. În 2014, Minogue a primit premiul "Icon Award".
| An   | Beneficiar | Premiu     | Rezultat |
| ---- | ---------- | ---------- | -------- |
| 2014 | Ea însăși  | ICON Award | Câștigat |

### Elle Style Awards
| An   | Beneficiar | Premiu                     | Rezultat |
| ---- | ---------- | -------------------------- | -------- |
| 2008 | N/A        | Woman of the year          | Câștigat |
| 2005 | N/A        | Lifetime Achievement Award | Câștigat |
| 2002 | N/A        | Woman of the Year          | Câștigat |

### ER Productions Ilda Award
| An   | Beneficiar        | Premiu               | Rezultat |
| ---- | ----------------- | -------------------- | -------- |
| 2015 | Kiss Me Once Tour | Best Live Stage Show | Câștigat |

### German BAMBI Award
| An   | Beneficiar                     | Premiu               | Rezultat |
| ---- | ------------------------------ | -------------------- | -------- |
| 2001 | "Can't Get You out of My Head" | Comeback of the year | Câștigat |

### PremiileGlamour
| An   | Beneficiar | Premiu                   | Rezultat |
| ---- | ---------- | ------------------------ | -------- |
| 2009 | n/a        | Entrepreneur of the Year | Câștigat |
| 2009 | n/a        | Woman of the Year        | Câștigat |

### Premiile Grammy
Premiile Grammy sunt oferite anual de National Academy of Recording Arts and Sciences. Minogue a obținut un premiu din cinci nominalizări.
| An   | Lucrare               | Premiu                      | Rezultat     |
| ---- | --------------------- | --------------------------- | ------------ |
| 2003 | "Love at First Sight" | Best Dance Recording        | Nominalizare |
| 2004 | "Come Into My World"  | Best Dance Recording        | Câștigat     |
| 2005 | "Slow"                | Best Dance Recording        | Nominalizare |
| 2006 | "I Believe In You"    | Best Dance Recording        | Nominalizare |
| 2009 | X                     | Best Electronic/Dance Album | Nominalizare |

### Verleihung der Goldenen Kamera
| An   | Beneficiar | Premiu                       | Rezultat |
| ---- | ---------- | ---------------------------- | -------- |
| 2008 | N/A        | Best International Music Act | Câștigat |

### Golden Rose Awards
| An   | Beneficiar      | Premiu       | Rezultat     |
| ---- | --------------- | ------------ | ------------ |
| 2004 | Money Can't Buy | Best Concert | Nominalizare |

### Premiile GQ
| An   | Beneficiar | Premiu              | Rezultat |
| ---- | ---------- | ------------------- | -------- |
| 2001 | N/A        | Services to Mankind | Câștigat |

### GQ Men of the Year Awards
| An   | Beneficiar | Premiu                  | Rezultat |
| ---- | ---------- | ----------------------- | -------- |
| 2013 | Ea însăși  | Gentlewoman of the Year | Câștigat |

### Premiile Helpmann
Premiile Helpmann, prezentate de Live Performance Australia (LPA), sunt oferite pentru performanțele din disciplinele de evoluții live în Australia, inclusiv teatru, musical, opera, balet, dans și concerte. Minogue a obținut un premiu din trei nominalizări, în 2012. În 2013, ea a primit premiul JC Williamson Award, cea mai înaltă distincție LPA pentru întreaga sa activitate în evoluțiile live.
| An   | Artist sau lucrare         | Premiu                               | Rezultat     |
| ---- | -------------------------- | ------------------------------------ | ------------ |
| 2009 | KylieX2008                 | Best Australian Contemporary Concert | Nominalizare |
| 2012 | Anti Tour                  | Best Australian Contemporary Concert | Nominalizare |
| 2012 | Aphrodite: Les Folies Tour | Best Australian Contemporary Concert | Câștigat     |
| 2013 | Herself                    | JC Williamson Award                  | Câștigat     |

### Hong Kong Top Sales Music Awards
| An   | Beneficiar | Premiu                             | Rezultat |
| ---- | ---------- | ---------------------------------- | -------- |
| 2002 | Fever      | Top 10 Best Selling Foreign Albums | Câștigat |

### Italian Dance Awards
| An   | Beneficiar                     | Premiu                       | Rezultat     |
| ---- | ------------------------------ | ---------------------------- | ------------ |
| 2002 | N/A                            | Best International Dance Act | Câștigat     |
| 2001 | N/A                            | Best International Artist    | Câștigat     |
| 2001 | Fever                          | Best Album                   | Nominalizare |
| 2001 | "Can't Get You out of My Head" | Best Song                    | Câștigat     |
| 2001 | "Can't Get You out of My Head" | Best Video                   | Câștigat     |

### Ivor Novello Awards
| An   | Beneficiar                           | Premiu                         | Rezultat     |
| ---- | ------------------------------------ | ------------------------------ | ------------ |
| 2004 | "Slow"                               | Best Contemporary Song         | Nominalizare |
| 2004 | "Slow"                               | International Hit of the Year  | Nominalizare |
| 2003 | "Love at First Sight"/"In Your Eyes" | Most Performed Work            | Nominalizare |
| 2002 | "Can't Get You out of My Head"       | Best International Single      | Câștigat     |
| 2002 | "Can't Get You out of My Head"       | Best Dance Record              | Câștigat     |
| 2002 | "Can't Get You out of My Head"       | Most Played Record of the Year | Câștigat     |
| 2002 | "Can't Get You out of My Head"       | Best Selling UK Single         | Nominalizare |

### Japan Gold Disc Award
| An   | Beneficiar           | Premiu                                | Rezultat |
| ---- | -------------------- | ------------------------------------- | -------- |
| 1989 | I Should Be So Lucky | THE GRAND PRIX NEW ARTIST OF THE YEAR | Câștigat |
| 1989 | I Should Be So Lucky | THE GRAND PRIX SINGLE OF THE YEAR     | Câștigat |

### London DanceStar Awards
| An   | Beneficiar                     | Premiu         | Rezultat |
| ---- | ------------------------------ | -------------- | -------- |
| 2002 | "Can't Get You out of My Head" | Best Chart Act | Câștigat |

### Music Industry Trusts' Award
- Kylie Minogue a fost prima artistă-femeie care a primit un premiu de la Music Industry Trust. în 2007.

| An   | Beneficiar | Premiu                                                     | Rezultat  |
| ---- | ---------- | ---------------------------------------------------------- | --------- |
| 2007 | N/A        | "Universally acclaimed status as an icon of pop and style" | Câștigat' |

### Music Week Creative & Design Awards
| An   | Beneficiar | Premiu         | Rezultat |
| ---- | ---------- | -------------- | -------- |
| 2004 | "Slow"     | Best Pop Video | Câștigat |

### MTV Asia Awards
| An   | Beneficiar                     | Premiu             | Rezultat     |
| ---- | ------------------------------ | ------------------ | ------------ |
| 2002 | N/A                            | Best Female Artist | Nominalizare |
| 2002 | "Can't Get You out of My Head" | Best Video         | Nominalizare |

### MTV Europe Music Awards
| An   | Beneficiar | Premiu             | Rezultat     |
| ---- | ---------- | ------------------ | ------------ |
| 2003 | N/A        | Best Female Artist | Nominalizare |
| 2003 | N/A        | Best Pop Artist    | Nominalizare |
| 2002 | Fever      | Best Album         | Nominalizare |
| 2002 | N/A        | Best Female Artist | Nominalizare |
| 2002 | N/A        | Best Pop Act       | Câștigat     |
| 2002 | N/A        | Best Dance Act     | Câștigat     |

### MTV Video Music Awards
| An   | Beneficiar                     | Premiu                                              | Rezultat     |
| ---- | ------------------------------ | --------------------------------------------------- | ------------ |
| 1990 | "Better the Devil You Know"    | International Viewer's Choice Award (MTV Australia) | Nominalizare |
| 1998 | "Did It Again"                 | International Viewer's Choice Award (MTV Australia) | Câștigat     |
| 2002 | "Can't Get You out of My Head" | Best Choreography                                   | Câștigat     |
| 2002 | "Can't Get You out of My Head" | Best Dance Video                                    | Nominalizare |
| 2002 | "Can't Get You out of My Head" | International Viewer's Choice Award (MTV Australia) | Nominalizare |

### Much Music Video Awards
| An   | Beneficiar                     | Premiu                   | Rezultat     |
| ---- | ------------------------------ | ------------------------ | ------------ |
| 2002 | "Can't Get You out of My Head" | Best International Video | Nominalizare |

### NewNowNext Awards
| An   | Beneficiar | Premiu                 | Rezultat |
| ---- | ---------- | ---------------------- | -------- |
| 2013 | Ea însăși  | Dance Floor Hero Award | Câștigat |

### NME Awards
Premiile NME Awards sunt decernate anual de New Musical Express (NME). Minogue a primit două premii din patru nominalizări.
| An   | Beneficiar                     | Premiu           | Rezultat     |
| ---- | ------------------------------ | ---------------- | ------------ |
| 2002 | "Can't Get You Out of My Head" | Best Single      | Nominalizare |
| 2002 | Ea însăși                      | Best Pop Act     | Câștigat     |
| 2002 | Ea însăși                      | Best Solo Artist | Nominalizare |
| 2008 | Ea însăși                      | Sexiest Woman    | Câștigat     |

### NRJ Music Awards- (Franța)
| An   | Beneficiar                     | Premiu                    | Rezultat     |
| ---- | ------------------------------ | ------------------------- | ------------ |
| 2008 | "N/A"                          | NRJ Award of Honor        | Câștigat     |
| 2004 | "Slow"                         | Best Dance Song           | Câștigat     |
| 2003 | N/A                            | Best International Female | Nominalizare |
| 2003 | Kylie.com                      | Best Music Web-Site       | Nominalizare |
| 2002 | "Can't Get You out of My Head" | Best International Song   | Câștigat     |

### Premios 40 Principales
Premios 40 Principales sunt premii anuale spaniole care recunosc persoanele și lucrările din muzica pop.
| An   | Beneficiar    | Premiu                    | Rezultat     |
| ---- | ------------- | ------------------------- | ------------ |
| 2010 | Kylie Minogue | Best International Artist | Nominalizare |

### Q Awards
| An   | Beneficiar | Premiu | Rezultat |
| ---- | ---------- | ------ | -------- |
| 2007 | N/A        | Q Idol | Câștigat |

### Silver Clef Nordhoff Robbins
| An   | Beneficiar | Premiu              | Rezultat |
| ---- | ---------- | ------------------- | -------- |
| 2001 | N/A        | International Award | Câștigat |

| An   | Beneficiar | Premiu                                | Rezultat |
| ---- | ---------- | ------------------------------------- | -------- |
| 2012 | N/A        | 25th Anniversary O2 Silver Clef Award | Câștigat |

### Smash Hits Awards
| An   | Beneficiar                     | Premiu                     | Rezultat     |
| ---- | ------------------------------ | -------------------------- | ------------ |
| 2005 | N/A                            | Lifetime Achievement Award | Câștigat     |
| 2001 | N/A                            | Best Female                | Nominalizare |
| 2001 | "Can't Get You out of My Head" | Best Single                | Nominalizare |

### Premiile TMF Olanda
| An   | Beneficiar | Premiu                   | Rezultat |
| ---- | ---------- | ------------------------ | -------- |
| 2004 | "Slow"     | Best International Video | Câștigat |

### Top of the Pops Awards
| An   | Beneficiar                     | Premiu      | Rezultat     |
| ---- | ------------------------------ | ----------- | ------------ |
| 2002 | KylieFever2002                 | Top Tour    | Câștigat     |
| 2001 | N/A                            | Top Pop Act | Nominalizare |
| 2001 | On a Night Like This Tour      | Top Tour    | Câștigat     |
| 2001 | "Can't Get You out of My Head" | Top Single  | Câștigat     |

### Variety Club of Great Britain Awards
| An   | Beneficiar | Premiu                               | Rezultat |
| ---- | ---------- | ------------------------------------ | -------- |
| 2002 | N/A        | Showbusiness Personality of the Year | Câștigat |

### Virgin Media Music Awards
| An   | Beneficiar | Premiu             | Rezultat |
| ---- | ---------- | ------------------ | -------- |
| 2009 | N/A        | Legend of the Year | Câștigat |

### UK CADS Awards
| An   | Beneficiar           | Premiu           | Rezultat |
| ---- | -------------------- | ---------------- | -------- |
| 2003 | "Come Into My World" | Best Music Video | Câștigat |

### UK Creative and Design Awards
| An   | Beneficiar                     | Premiu             | Rezultat |
| ---- | ------------------------------ | ------------------ | -------- |
| 2002 | "Can't Get You out of My Head" | Best Pop Video     | Câștigat |
| 2002 | "Can't Get You out of My Head" | Best Video of 2001 | Câștigat |

### World Music Awards
| An   | Beneficiar | Premiu                                     | Rezultat |
| ---- | ---------- | ------------------------------------------ | -------- |
| 2002 | N/A        | Best Selling Australian Artist of the Year | Câștigat |
| 1991 | N/A        | Best Selling Australian Artist of the Year | Câștigat |